# Kaada
John Erik Kaada (Stavanger, 28 luglio 1975) è un compositore e polistrumentista norvegese, attivo come solista, compositore di colonne sonore e come membro dell'avant-garde-acid jazz trio Cloroform.

## Vita e carriera
Artista alternativo e prolifico, John Erik Kaada è una artista musicalmente poliedrico, attivo come solista, sotto il nome di Kaada, come membro della band avant garde - acid jazz Cloroform e come compositore di colonne sonore soprattutto per film di produzione norvegese.

Kaada nasce a Stavanger, contea di Rogaland nel sud della Norvegia il 28 luglio 1975. Pianista di impostazione classica, il suo approccio alla musica è molto precoce: a 10 anni impara a suonare il suo primo sintetizzatore e prima di compiere 20 anni già inizia a suonare nella band dei Cloroform.

La band parte come trio jazz con Kaada al pianoforte, Øyvind Storesund al basso e Børge Fjordheim alla batteria. I primi brani della band vengono raccolti nell'album del 1998 Deconstruction, seguito rapidamente da All-Scars l'anno successivo e da Do the Crawl nel 2000, seguito a sua volta nel 2001 da Scrawl, album che riprende le canzoni dell'album precedente della band, ma remixate da Kaada.

Nel 2000 inizia la composizione di colonne sonore e del suo album di debutto come solista, che arriva l'anno seguente con Thank You for Giving Me Your Valuable Time: album che unisce musica elettronica ad elementi rock anni '50 e '60, fondendoli in un pop inusuale e godibile. L'album viene inserito dalla redazione norvegese della rivista musicale Billboard, tra i migliori dischi dell'anno. Il disco tuttavia non arriva oltreoceano fino al 2003, quando la Ipecac Recordings ne acquisisce i diritti.

Nel frattempo la sua carriera cinematografica come compositore di colonne sonore continua floridamente tanto che Kaada diventa il più giovane vincitore del Premio Amanda, conferito dal Norwegian International Film Festival, per la Miglior realizzazione artistica. Nel 2003 musica il suo primo film americano, Journey di Warren Miller, e nel 2004, i patria, Hawaii, Oslo di Erik Poppe. In quello stesso anno escono anche il suo secondo album solista, MECD, e la sua collaborazione con Mike Patton, sotto il nome di Kaada/Patton, Romances.

Kaada, nonostante il largo uso dell'elettronica, crede molto nella musica suonata dal vivo ed è per questo che ha formato un'orchestra di 22 elementi con la quale suona ai suoi concerti.

Nel 2006 e nel 2009 sono usciti altri due album solisti: Music for moviebikers e Junkyard Nostalgias.

## Discografia

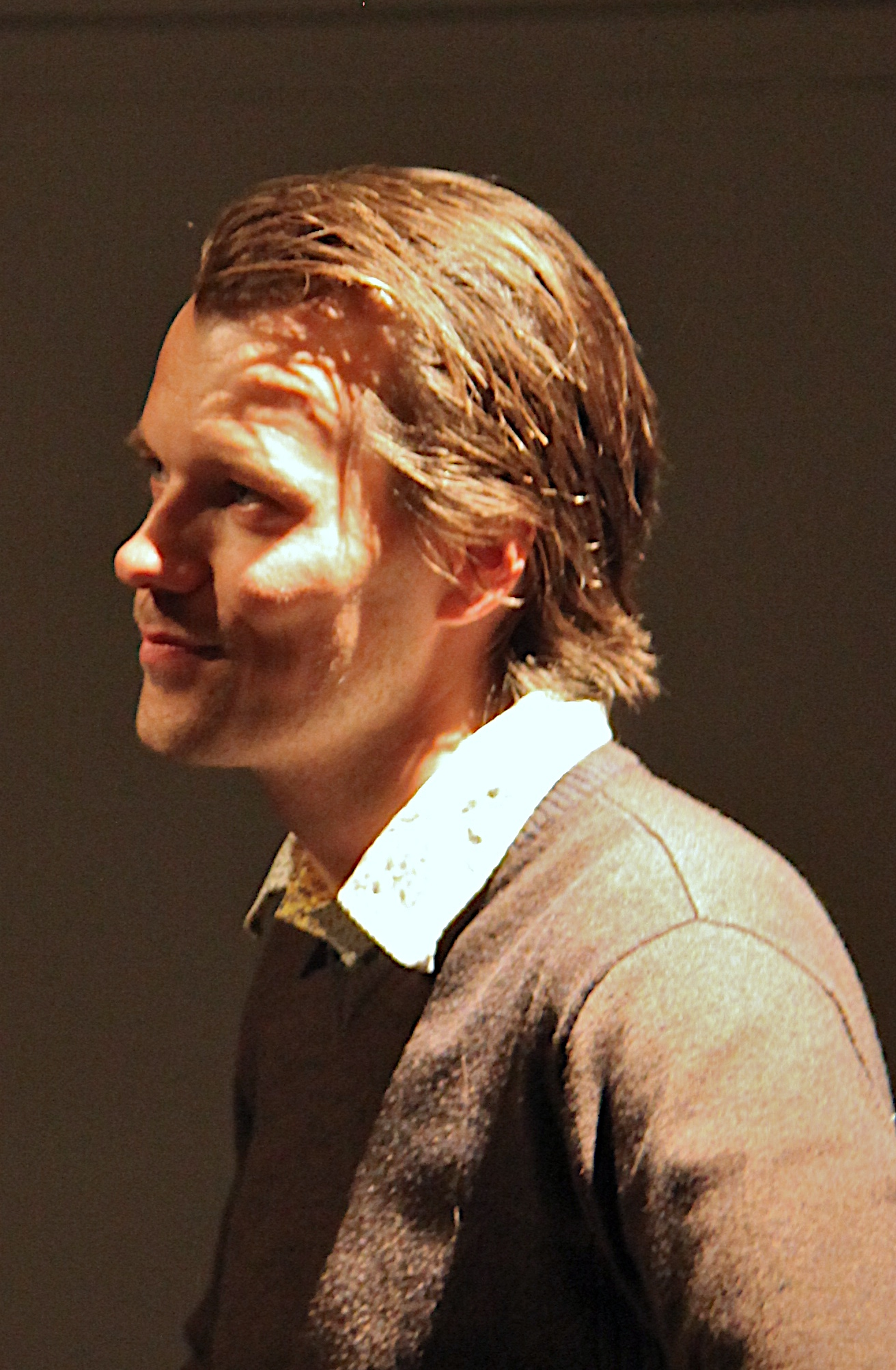
John Erik Kaada

### ComeKaada
- 2001 – Thank You for Giving Me Your Valuable Time
- 2003 – MECD
- 2006 – Music for Moviebikers
- 2009 – Junkyard Nostalgias

### Con iCloroforms
- 1998 – Deconstruction
- 1999 – All-Scars
- 2000 – Do The Crawl
- 2001 – Scrawl
- 2003 – Hey You Let's Kiss
- 2005 – Cracked Wide Open
- 2007 – Clean

### Col progettoKaada/Patton
- 2004 – Romances
- 2016 - Bacteria Cult

### Come compositore di colonne sonore
- 2007 – Music from the motionpicture Natural Born Star
- 2008 – Music from the motionpicture O'Horten

### Videografia
- 2007 – Kaada/Patton Live
- 2008 – O' Horten DVD

## Colonne sonore

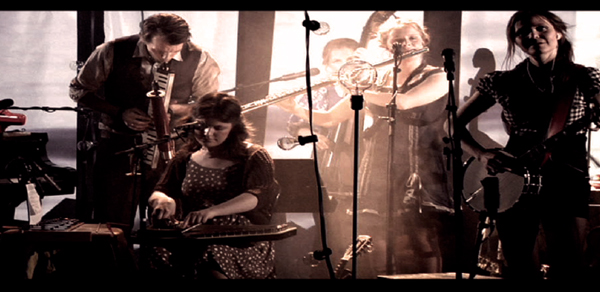
Kaada (a sinistra) in concerto con la sua orchestra

- 1999 – Before Sunrise di Arild Østin Ommundsen
- 2000 – Mongoland di Arild Østin Ommundsen
- 2002 – Alt om min far di Even Benestad
- 2002 – Folk flest bor i Kina di Thomas Robsahm
- 2003 – Journey di Warren Miller
- 2003 – Tur & retur di Ella Lemhagen
- 2004 – 7th Heaven di Steffan Strandberg
- 2004 – Hawaii, Oslo di Erik Poppe
- 2006 – It's Hard to Be Rock'n Roller di Gunhild Asting
- 2006 – The Lost di Chris Sivertson
- 2007 – Natural Borntar di Even Benestad
- 2008 – The Who Loved Yngve di Stian Krsiansen
- 2008 – Prøvetid di Thor Bekkavik
- 2008 – O' Horten di Bent Hamer
- 2010 – Hjem til Jul di Bent Hamer
- 2011 – To brødre di Aslaug Holm
- 2011 – Jeg Reiser Alene di Stian Kristiansen

## Riconoscimenti
Come compositore di colonne sonore, Kaada ha ricevuto due nomination al Norwegian International Film Festival, aggiudicandosi un Premio amanda nel 2002.
- Premio Amanda
  - 2002 – Miglior realizzazione artistica
  - 2008 – (Nomination) Miglior colonna sonora